# Петков, Йордан
Йо́рдан Хри́стов Пе́тков (болг. Йордан Петков; род. 11 марта 1976, Велико-Тырново, Болгария) — болгарский футболист, полузащитник.

## Биография

### Клубная карьера
Начал профессиональную карьеру в клубе «Этыр» из родного для Петкова города Велико-Тырново. Зимой 1998 года перешёл в полтавскую «Ворсклу». В чемпионате Украины дебютировал 22 марта 1998 года в матче против кировоградской «Звезды» (0:1). Осенью 1999 года перешёл в софийский «Локомотив». С 2001 года выступает за «Славию» из Софии. С 2005 года по 2006 год выступал за турецкий «Самсунспор», провёл 43 матча.

### Карьера в сборной
Выступал за молодёжную сборную Болгарии до 21 года провёл 6 матчей. В главной сборной Болгарии провёл 4 матча в период с 2001 года по 2003 год.